# José María Martín Patino
José María Martín Patino (Lumbrales, província de Salamanca, 1925 - 29 de març del 2015) era un sacerdot espanyol, germà del director de cinema Basilio Martín Patino.

## Biografia
Va ser ordenat sacerdot en 1957 i va ingressar en la Companyia de Jesús en 1960. Llicenciat en Filosofia Eclesiàstica per la Universitat Pontifícia de Comillas, en Filosofia Clàssica per la Universitat de Salamanca i en Teologia per la Sankt Georgen de Frankfurt, doctorant-se en aquesta matèria a la Universitat Gregoriana de Roma. Durant la Transició Espanyola va ser secretari del cardenal Vicent Enrique i Tarancón. Va ser també director del Secretariat Nacional de la Litúrgia, consultor de la Sagrada Congregació per al Culte Diví i provicari general de l'Arxidiòcesi de Madrid-Alcalá. Ha conreat també l'activitat docent com a professor a la Universidad de Comillas, i ha estat director de la revista Sal Terrae.
El 1985 va crear la Fundación Encuentro, una entitat cultural privada que té com finalitat estudiar des de diferents angles els problemes de la societat espanyola i promoure el diàleg per a la seva resolució. Des del 1993 publica un informe anual, amb la col·laboració de reconeguts especialistes. El 1997 va rebre la Creu de Sant Jordi i el 2000 el Premi Blanquerna.
El 16 de març de 1978 oficià el matrimoni entre la XVIII duquessa d'Alba, Cayetana Fitz-James Stuart, i Jesús Aguirre y Ortiz de Zárate.

## Obres
- La Iglesia en la sociedad española